# Внутренний ребёнок

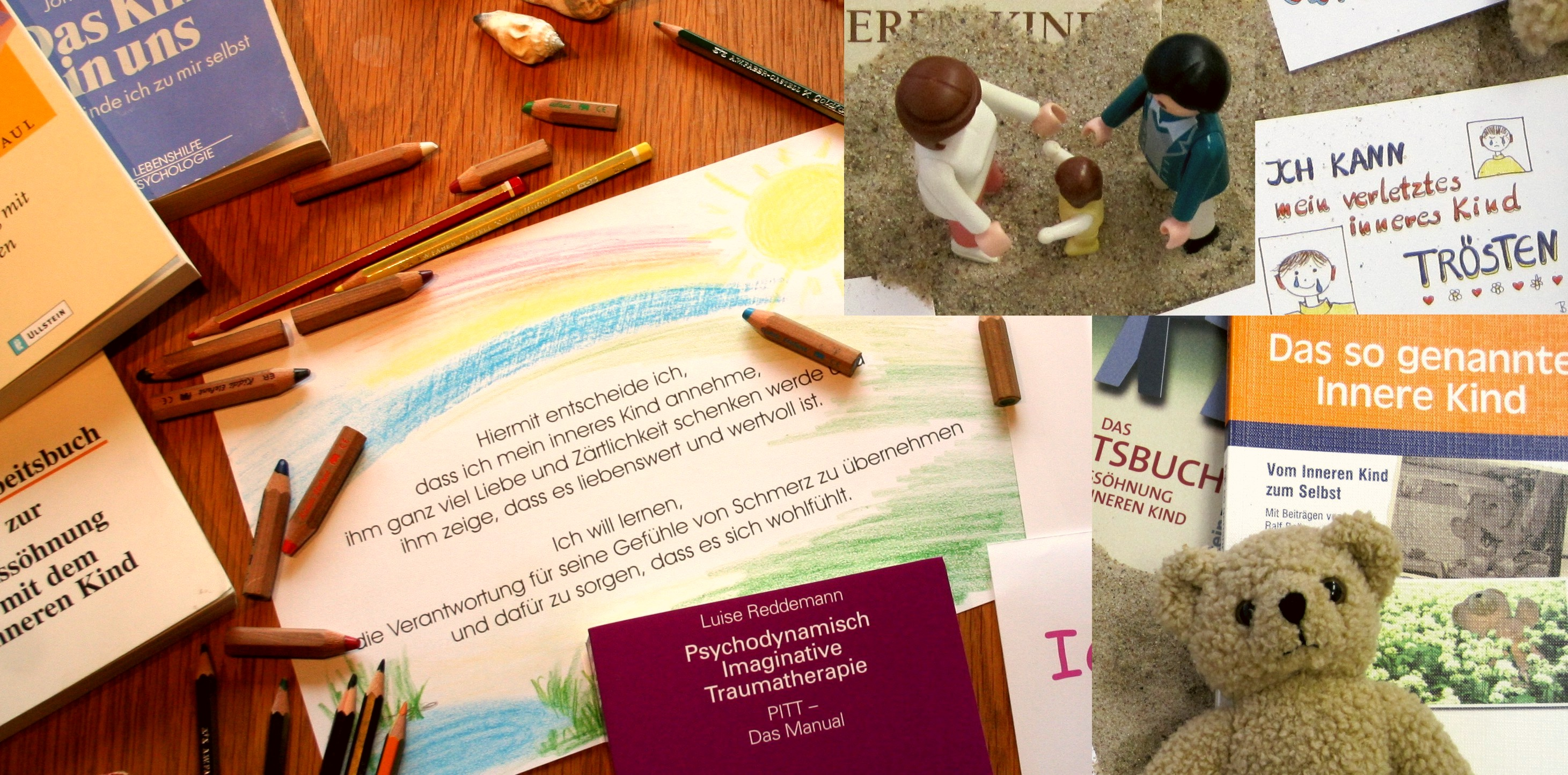
Подходящие психотерапевтические методические материалы для работы с внутренним ребёнком:
1) литература о внутреннем ребёнке (примирение с внутренним ребёнком, рабочая тетрадь по примирению с внутренним ребёнком, психодинамическая имагинативная терапия травм);
2) сопоставление внутреннего ребёнка с игровыми фигурками (например, с Playmobil, Lego или в игре с песком);
3) утешение внутреннего ребёнка мягкими игрушками (например, плюшевый мишка Тедди);
4) поиск своих собственных новых принципов заботы о себе (например, посредством работы с внутренним ребёнком с помощью «карт жизни» Lebenskarten)

Внутренний ребёнок (англ. Inner child), также Божественный ребёнок, Ребёнок внутри, Внутреннее ядро, Высшее «Я», Глубочайшее «Я», Настоящее «Я», Подлинное «Я», Реальное «Я» — понятие в популярной и аналитической психологии обозначающее грань человеческой личности, связанной с воспоминаниями о детстве и соответствующим поведением, проявляющимися во взрослой жизни. Внутренний ребёнок часто понимается как полунезависимая субличность (например в рамках психосинтеза), подчинённая бодрствующему сознательному разуму.

## Происхождение и применение понятия
Создатель аналитической психологии психиатр Карл Густав Юнг включил архетип ребёнка в число архетипов. Психолог и педагог О. В. Хухлаева отмечает, что Юнг «придавал большое значение внутреннему ребёнку, детскому состоянию взрослого человека», поскольку «у ребёнка присутствует „первоначальный разум“» и «поэтому актуализация детского состояния приблизит взрослого к этому „первоначальному разуму“», добавив, что «детское состояние у взрослого делает возможным актуализацию у него архетипа ребёнка, т. е. состояния коллективного детства, которое является достаточно ресурсным для каждого, влияющим на его будущее».
В свою очередь психолог и психиатр Эрик Берн в рамках трансакционного анализа разработал концепцию трёх эго-состояний: Взрослый, Родитель и Ребёнок.
В дальнейшем психолог и психотерапевт Артур Янов создал теорию первичной терапии, развив понятие внутреннего ребёнка в своих работах «Первичный крик. Первичная терапия: лечение неврозов» (1970) и «Чувствующий ребёнок» (1973).
Психолог и арт-терапевт Лючия Капаччионе в 1976 году разработала один из методов переродительствования внутреннего ребёнка, изложив его в своей книге «Возрождение вашего внутреннего ребёнка: широко принятый метод освобождения вашего внутреннего „я“». В основу метода Капаччионе положила арт-терапию и ведение дневника, а основными участниками во «внутренней семейной работы» являются «заботливый родитель» и «родитель-защитник», в задачи которых входит забота о физических, эмоциональных, творческих и духовных потребностях человека.
Психиатр Чарльз Уитфилд в своей монографии «Внутренний ребенок. Как исцелить детские травмы и обрести гармонию с собой», впервые вышедшей в 1986 году, видит во внутреннем ребёнке «часть нас, которая в высшей степени жива, энергична, креативна и реализована», «это наше Подлинное „Я“ — то, кем мы являемся на самом деле» и «это то, кем мы являемся, когда чувствует себя наиболее подлинными, истинными и одухотворёнными». При это отмечает, что «Хорни, Мастерсон и некоторые другие исследователи называют его „реальным “Я”“; психотерапевты, включая Винникотта и Миллер, предпочитают говорить о „подлинном “Я”“; а клиницисты и педагоги, занимающиеся проблемами алкоголизма в семье, знакомы с „ребенком внутри“». И если подлинное «Я» не получило должную заботу и не имело свободы выражения, то появляется защитный механизм ложного «Я» (негативное эго), приводящего к тому, что человек начинает «занимать в жизни позицию жертвы и испытывать трудности с разрешением эмоциональных травм», в свою очередь «постепенно психические и эмоциональные проблемы накапливаются, а с ними приходят хроническая тревожность, страх, растерянность, пустота» и человек становится несчастным. При этом он подчёркивает, что «отрицание Внутреннего ребёнка и последующее возникновение ложного „Я“, или негативного эго, особенно часто встречаются у тех детей и взрослых, которые росли в проблемных семьях — в таких, где хронические заболевания (физические и психические), жестокость, холодность или отсутствие заботы были обычным делом». Побеждается такое состояние принятием во внимание последствий пренебрежения и жестокого обращения в детском возрасте, решимостью рассказать свою историю, трансформации и интеграции.
Лидер движения самопомощи и поп-психолог Джон Брэдшоу как в своих телешоу, так и в книгах, как «Возвращение домой: восстановление и защита вашего внутреннего ребёнка» (1990), употреблял понятие «внутреннего ребёнка», чтобы указать на неразрешённые детские переживания и затяжные последствия неблагополучного детства: совокупность психо-эмоциональных воспоминаний, хранящихся в подсознании с самого зачатия и вплоть до полового созревания. Брэдшоу, в частности, утверждал следующее: «Как только человек приручил и духовно взрастил своего раненого внутреннего ребёнка, начинает проявляться творческая энергия его чудесного природного ребёнка. После соединения внутренний ребёнок становится источником здорового восстановления и новой жизненной силы. Что же касается естественного ребёнка, то он соответствует той грани нас самих, которая потенциально таит в себе наши врождённые способности к открытию, удивлению и творчеству».
Психоаналитик Мусса Набати отмечает, что внутренний ребёнок «обладает психической реальностью», поскольку «воплощает основы нашего существа, всё то, что не стерлось из нашего детства — страхи, травмы, гнев, радости и желания».
Врач-психотерапевт, кандидат медицинских наук К. С. Жаранков говоря о схеме Берна, отмечает, что поскольку каждый когда-то был ребёнком, «внутренний ребёнок» существует в любом в человеке на протяжении всей жизни, даже если он стал «взрослым», минуя родительскую стадию, или остался «родителем» не дойдя до «взрослости». При это важным является то, что состояние «внутреннего ребёнка» возникает лишь при общении с другими людьми — «я и другой»/«я и другая часть меня/внутренний голос». Поэтому такой подход является удобным способом измерения взаимодействия как двух людей, так и частей личности внутри самого человека. «Внутренний ребёнок» может восприниматься и как беззаботное, весёлое, озорное существо, и как человек с полученной в детстве психологической травму или раной, которая теперь требует в «лечения». Эго-состояние «внутренного ребёнка» может быть определено по ряду признаков. Например, в речи используются свойственные для выражения детской позиции обороты «буду/не буду», «хочу/не хочу» и «ну, не знаю»/ «ну, такое», в то время как позиция «Я-родителя» выражается через обороты «исходя из жизненного опыта», «на мой взгляд», «с точки зрения» и «я считаю». При этом «родитель» может представать в разных образах от понимающего, поддерживающего, принимающего, тёплого и хвалящего до подавляющего и авторитарного. В свою очередь  позиция «взрослого» имеет более системное восприятие и соответствующие речевые обороты отстаивающие свою точку зрения, но с уважением границ других — «я должен» и «я считаю нужным для себя». Жаранков подчёркивает, что люди с ролями «Я-ребёнок» и «Я-родитель» не всегда способны ужиться, как например, парах, где молодой человек выступает «родителем», а его возлюбленная — «ребёнком». Девушка показывает невербальными знаками, что ей нужна забота, нравится, когда за ней ухаживают, относятся с теплотой, создают ощущение безопасности и принятия. В этом случае у пары получается взаимодействовать. Но поскольку любые отношения развиваются, то в том случае, если он рано или поздно начинает её поучать, предъявлять требования к внешнему виду, то если она принимает игру и продолжает оставаться «ребёнком», в этом случае гармоничные отношения сохраняются. Однако, особенно в современном обществе, часто в подобных системах происходит сбой, поскольку сами девушки стремятся развиваться, путешествовать и, следовательно, больше не желают быть «детьми». А став «взрослыми» они больше не готовы терпеть и решают вопросы незамедлительно, что, соответственно, ведёт ухудшению отношений в такой паре. Говоря об отношениях реальных детей и родителей Жаранков указывает, что ещё в детском возрасте важно не делать сравнений своего ребёнка с другим, поскольку они запоминаются и подобный импринт в дальнейшей, уже взрослой жизни, может отрицательно сказываться на внутреннем мире человека, который всю свою жизнь, осознанно или не осознанно,  будет доказывать родителям, что он чего-то стоит и ожидает в ответ похвалы.

## Развитие концепции
Хотя отголоски представлений о внутреннем ребёнке встречались в дохристианскую эпоху, начало современному практическому развитию концепции было положено возникновением в США движений за признание существования в обществе жестокого обращения с детьми и лечения алкоголизма в семьях, как и попытка психотерапевтов при лечении последствий дать обоснованное объяснение этим явлениям, имеющих тесную заимосвязь. Успешное излечение алкоголизма началось в 1935 году благодаря созданию организации «Анонимные алкоголики», поскольку большая часть основателей не только страдали от этого недуга, но и психологически остались повзрослевшими детьми алкоголиков, а в детстве нередко сами пережили плохое обращение и насилие. Уже за первых двадцать лет существования организация сумела широко распространить свой метод борьбы с алкоголизмом под названием «12 шагов». Кроме того, в середине 1950-х годов появилось движение за общую семейную терапию и сообщество членов семей и друзей алкоголиков Al-Anon Family Groups. Первой работой подробно рассмотревшей вопрос с детьми из таких семей стала изданная в 1969 году Фондом исследования зависимостей книга «Забытые дети: изучение детей с родителями-алкоголиками» (англ. The Forgotten Children: A Study of Children with Alcoholic Parents) Р. Маргарет Корк, социального работника с 15-летним стажем работы клиницистом в среде людей страдающих алкоголизмом. В конце 1970-х — начале 1980-х годов появились практические подходы как в понимании, так и в решении проблем семей страдающих алкоголизмом, а также специализирующиеся клиницисты и педагоги. В 1977 году возникли первые группы самопомощи, как «Взрослые дети алкоголиков». В 1983 году была создана Национальная ассоциация детей алкоголиков способствующая распространению информации и установлению связей между людьми.
Теоретическая основа концепции внутреннего ребенка возникла в психотерапии после того, как в науке было открыто человеческое подсознание. В дальнейшем Зигмунд Фрейд предложил теорию травмы, от которой быстро перешёл к эдипову комплексу и теории инстинктов (влечений), которые, однако, оказались менее пригодными для лечения детских травм. И хотя такие ученики и коллеги Фрейда, как Карл Густав Юнг, Альфред Адлер, Отто Ранк и Роберто Ассаджоли не были согласны с последними двумя теориями Фрейда и сами сделали ценный вклад в развитие психотерапии, тем не менее концепция внутреннего ребёнка (Настоящего/Подлинного «Я») до Эрик Эриксона, Мелани Кляйн, Карен Хорни, Гарри Салливана, Рональда Фэйрбейрна, Хайнца Хартмана, Эдмунда Джейкобсона не получила широкого признания. Затем педиатр Дональд Винникотт сообщил о своих исследованиях матерей, младенцев и более взрослым детей, а психоаналитик Алис Миллер опираясь на работы Винникотта и Фрейда и труды о жестоком обращении с детьми, провела наблюдения за своими пациентами, в 1979 году приступила к обобщению всех накопленных знаний, изложив свои мысли в трёх книгах, хотя только дважды указала на важность связи алкоголизма родителей и вреда внутреннему ребёнку. Уитфилд считает, что слабость исследовательской деятельности Миллер вызвана тем, что специалисты того времени «не имели никакой подготовки в области влияния алкоголизма и детских травм как первичных процессов», а их «раннее обучение в сфере этих двух распространенных клинических состояний можно считать негативным». Следующим значительным вкладом в решение проблемы излечения внутреннего ребенка стала групповая психотерапия и наведение образов для лечения больных онкологическими заболеваниями. В частности, Карл и Стефани Саймонтоны в 1983 году предложили подходы к устранению того, чтобы пациенты отказывались уделять внимание выражению чувств и своим потребностями. Врачи стали использовать подобные приёмы, занимаясь лечением сердечных заболеваний и других состояний, представляющих опасность для жизни. При этом Уитфилд убеждён, что «принципы и методики исцеления нашего Внутреннего ребёнка могут оказаться полезны для облегчения любых болезней и страданий», а «все вышеперечисленные области связывает с внутренним ребёнком сфера духовности», которую «уже эффективно используют, чтобы помочь восстановиться алкоголикам и членам их семей» и «она имеет решающее значение для полного выздоровления от любого медицинского или психологического состояния и особенно для открытия и последующего освобождения Внутреннего ребёнка, нашего Настоящего и Истинного „Я“».
В свою очередь супруги Хэл и Сидра Стоун пошли дальше, полагая, что внутренний мир человек населён бесчисленным количеством субличностей, среди которых Выскочка, Защитник, Соблазнитель, Тирани Художник. И разработали собственный метод под названием внутренний диалог или диалог с голосами, суть которого заключается в установлении связи с субличностями.
Психиатр Джеффри Янг в рамках схемной терапии использует воображение в работе с различными детскими состояниями (обиженный, злой, недисциплинированный, счастливый ребёнок) и с так называемыми «дезадаптивными схемами», которые соответствуют неправильным моделям убеждений/образам жизни. Посредством воображаемой ролевой игры и «переродительствования», проводимого лечащим врачом, «здоровый взрослый» должен достичь состояния испытанного и надёжного образца, чтобы быть способным в будущем заботиться о внутреннем ребёнке.
Психиатр и психоаналитик Луиза Реддеманн разработала психодинамическую имагинативную терапию травм, где внутренний ребёнок помещается во внутреннее «безопасное место» на вымышленной «внутренней сцене», где о нём заботятся и его защищают идеальные «существа-помощники». На стабилизационной фазе психодинамической имагинативной терапии травм для группы «взрослых детей с внутренними трудностями» также применяется обучение особым навыкам с использованием отдельных положений диалектической поведенческой терапии Марши Линехан. Кататимно-имагинативная психотерапия Ханскарла Лёйнера работает с образами, подобными тем, которые используются в психодинамической имагинативной терапии травм.
В терапии эго-состояний Пауля Федерна, Эдоардо Вейсса и Джона Гудрича Уоткинса внутренний ребёнок или внутренние дети понимаются как разные состояния эго, а внутрипсихические процессы представляют систему отношений эго-состояний, находящихся в связи друг с другом, которая в случае в большей или меньшей степени утрачивается.
Метод хакоми Рона Куртца, в основе которого лежит соматическая психология ищет доступ к внутреннему ребёнку через телесное осознание, где при работе с внутренним ребёнком внимание сосредоточено на физических ощущениях.
В «воображаемой переработке», как части терапии десенсибилизации и переработки движениями глаз, пациент работает со своими воспоминаниями в символически-метафорической форме. При этом процессы, соответствующие работе внутреннего ребёнка, часто происходят свободно.
В рамках системной семейной психотерапии работа с внутренним ребенком предполагает наличие множественной личности состоящей из направляющей и сопутствующих, опосредующей самости, обеспеченной ресурсами и границами, между которыми ищется здоровое состояние равновесия.

## Подлинное «Я» и ложное «Я»
Чарльз Уитфилд предлагает следующее сопоставление двух «Я»:
| Настоящее «Я»                                                      | Ложное «Я».                                                               |
| ------------------------------------------------------------------ | ------------------------------------------------------------------------- |
| Истинное «Я»                                                       | Неистинное «Я», маска                                                     |
| Подлинное «Я»                                                      | Созависимое «Я», личина                                                   |
| Неподдельное                                                       | Поддельное, «будто бы» личность                                           |
| Непринуждённость                                                   | Планы и рутина                                                            |
| Всеобъемлющее, любящее                                             | Сжимающееся, боязливое                                                    |
| Дающее, общающееся                                                 | Сдержанное                                                                |
| Принимающее себя и других                                          | Завистливое, критичное, идеализированное, склонное к перфекционизму       |
| Сопереживающее                                                     | Оглядывается на других, излишне конформистское                            |
| Любит безусловно                                                   | Любит с условиями                                                         |
| Испытывает чувства, в том числе уместный, спонтанный, текущий гнев | Отрицает или скрывает чувства, в том числе долго сдерживает гнев и обиду  |
| Ассертивное                                                        | Агрессивное и/или пассивное                                               |
| Интуитивное                                                        | Рациональное, логичное                                                    |
| Ребёнок внутри; Внутренний ребёнок                                 | Излишне развиты сценарии поведения родителя или взрослого                 |
| Способность быть как ребёнок                                       | Подражает детскому поведению                                              |
| Нуждается в игре и веселье                                         | Избегает игры и веселья                                                   |
| Ранимое                                                            | Всегда притворяется сильным                                               |
| Мощное в истинном смысле                                           | Ограниченная сила                                                         |
| Доверяющее                                                         | Недоверяющее                                                              |
| Получает удовольствие, когда о нём заботятся                       | Избегает заботы                                                           |
| Готово поддаться                                                   | Контролирует, отдаляется                                                  |
| Потакает своим потребностям                                        | Самодовольное                                                             |
| Открыто для подсознания                                            | Блокирует сигналы подсознания                                             |
| Помнит о нашем Единстве                                            | Забывает о единстве; чувствует отчуждение                                 |
| Свободно растёт                                                    | Склонно постоянно проигрывать подсознательные, часто болезненные паттерны |
| Личное «Я»                                                         | Публичное «Я»                                                             |